# Конкордансія

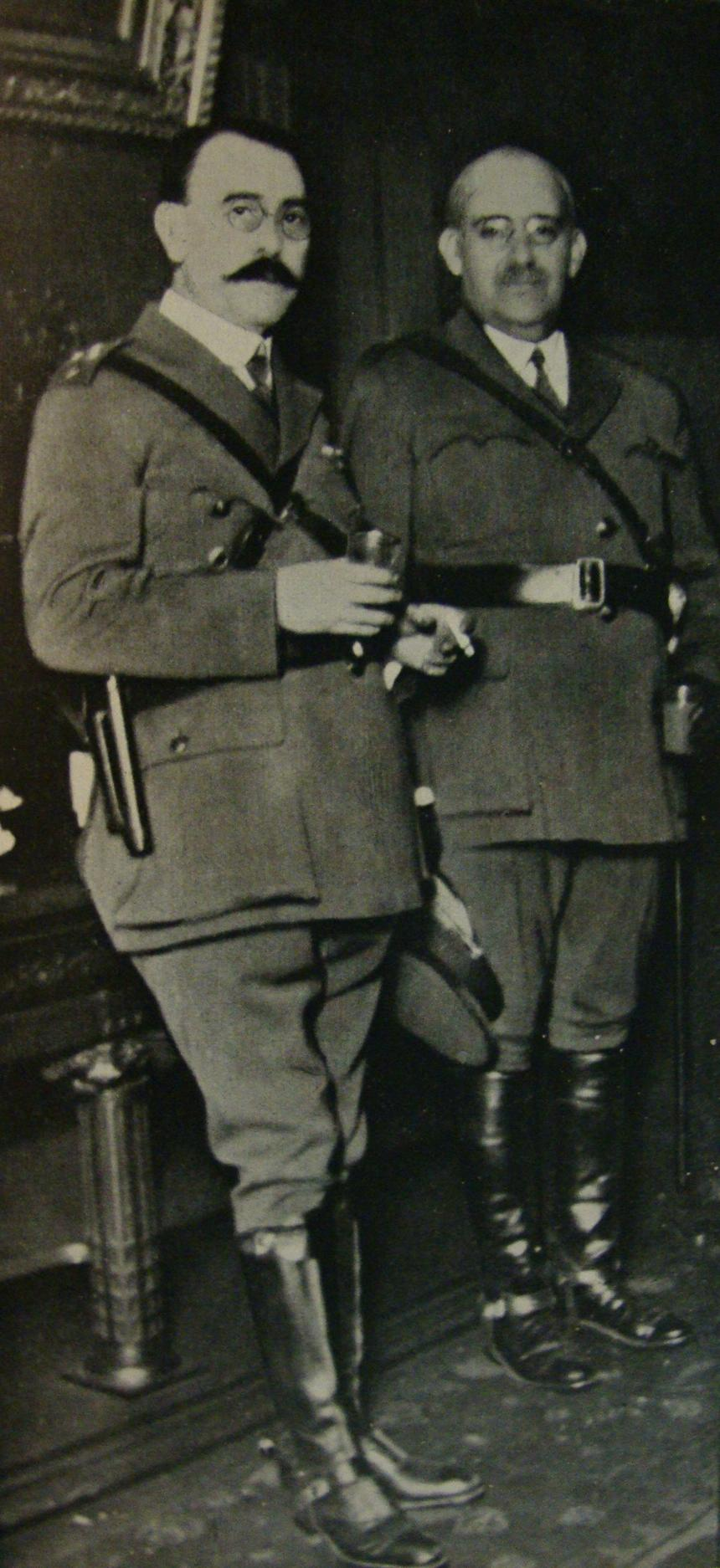
Генерали Урібуру і Хусто — лідери та засновники альянсу Конкордансія

Конкордансія (ісп. Concordancia) — колишній політичний альянс в Аргентині. Три президенти були вихідцями з цієї політичної сили (Агустін Педро Хусто, Роберто Марія Ортіс і Рамон Кастільйо) та перебували у владі у період з 1931 до 1943 року.